# Facteur de charge (électricité)
Pour les articles homonymes, voir Facteur de charge.

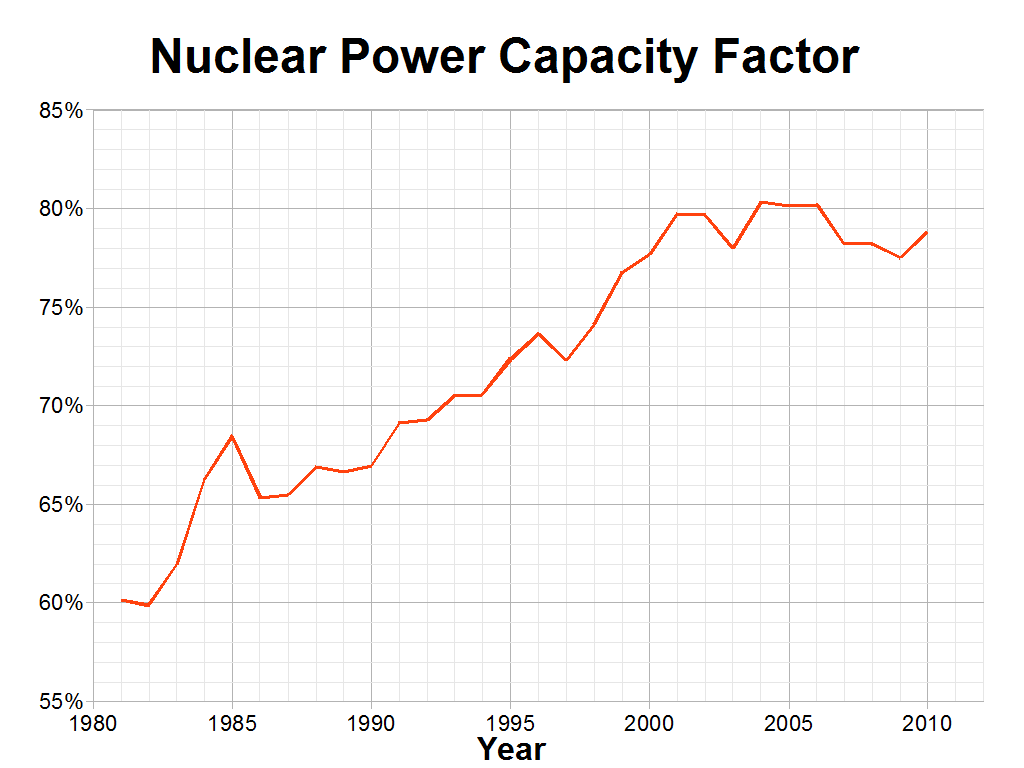
Facteur de charge moyen mondial des centrales nucléaires (source : Agence d'information sur l'énergie).

Le facteur de charge ou facteur d'utilisation d'une centrale électrique est le rapport entre l'énergie électrique effectivement produite sur une période donnée et l'énergie qu'elle aurait produite si elle avait fonctionné à sa puissance nominale durant la même période. 
Le facteur de charge est souvent calculé sur une ou plusieurs années, mais il peut être calculé sur des périodes différentes.
Il est généralement exprimé en pourcentage. On peut aussi parler de « nombre d'heures équivalent pleine puissance » (hepp) (en multipliant la valeur en pourcentage par la durée de la période en heures, la période considérée étant souvent d'un an) ou de puissance équivalente, en watts, en multipliant la valeur en pourcentage par la puissance nominale de l'installation.
Plus l'installation considérée s'approche de sa capacité de production maximale, plus son facteur de charge est élevé.
Le facteur de charge varie fortement selon le type d'énergie primaire, selon la conception de l'installation et selon l'usage que l'on en fait. La longueur de la période de temps prise en compte pour le calcul influence également la valeur du facteur de charge. Ceci est notamment vrai pour les énergies intermittentes (énergie éolienne ou énergie solaire photovoltaïque, par exemple).
Le facteur de charge est distinct du taux de disponibilité d'une unité de production.

## Définition
Le facteur de charge ou facteur d'utilisation est le rapport entre l'énergie électrique produite pendant une période donnée (année, mois, durée de vie de la centrale, etc.) et l'énergie qui aurait été produite si cette installation avait été exploitée pendant la même période, en continu, à sa puissance nominale.
Aux États-Unis, selon les circonstances, deux notions différentes sont utilisées : « capacity factor », correspondant à la notion de facteur de charge, et « load factor », qui est obtenu en divisant la production constatée par la puissance maximale atteinte (puissance de pointe) sur la période concernée. Ceci peut entraîner des confusions et des interprétations erronées.

## Exemples de calcul
Les exemples qui suivent sont fictifs. Ils ne visent qu'à expliciter la méthode de calcul évoquée en introduction.

### Sur une centrale et une courte période
Considérons une centrale électrique d'une puissance nominale de 1 000 MW (mégawatts) ayant produit 648 GWh (gigawattheures) durant une période de 30 jours. 
Le nombre de mégawattheures qu'elle aurait produits si elle avait fonctionné constamment à sa puissance nominale est obtenu en multipliant cette puissance nominale par le nombre d'heures de la période : {\displaystyle \mathrm {1\,000\,MW*30\,jours*24\,heures/jour=720\,000\,MWh} }.
Durant cette période, le facteur de charge  de la centrale électrique considérée est donc de {\displaystyle \mathrm {648\,000\,MWh/720\,000\,MWh=0,9} }. Soit encore 90 % ou 648 heures équivalent pleine puissance ({\displaystyle \mathrm {0,9*30\,jours*24\,heures/jour=648\,heures} }).

### Sur plusieurs centrales et plusieurs périodes longues
- Si vous ne connaissez pas le sujet, laissez ce bandeau (vous pouvez alors contacter les auteurs).
- Si vous supprimez le contenu mis en cause (vous pouvez préalablement contacter les auteurs),

argumentez précisément cette suppression dans la page de discussion
(un manque de référence n'est pas un argument ; une recherche réelle de référence doit avoir été effectuée, être formellement documentée).
Voici la description et l'historique de production d'un parc de centrales électriques (toutes alimentées par une même énergie primaire) :
|            | Puissance nominale | Production année 1 | Production année 2 | Production année 3 | Production années 1 à 3 |
| ---------- | ------------------ | ------------------ | ------------------ | ------------------ | ----------------------- |
| Centrale 1 | 120 MW             | 750 GWh            | 810 GWh            | 860 GWh            | 2 420 GWh               |
| Centrale 2 | 230 MW             | 1 720 GWh          | 1 560 GWh          | 1 650 GWh          | 4 930 GWh               |
| Centrale 3 | 90 MW              | 370 GWh            | 640 GWh            | 450 GWh            | 1 460 GWh               |
| Total      | 440 MW             | 2 840 GWh          | 3 010 GWh          | 2 960 GWh          | 8 810 GWh               |

On obtient l'énergie maximale que chaque centrale aurait pu produire sur une année en multipliant sa puissance nominale par la durée d'une année. Par exemple, la centrale 1 aurait pu produire jusqu'à {\displaystyle \mathrm {120\,MW*0,001\,GW/MW*365\,jour/an*24\,heure/jour=1\,051\,GWh/an} }.
Reste ensuite à diviser la production réelle par la production maximale théorique. Ce qui donne par exemple pour la centrale 1, de l'année 1 à 3 :
{\displaystyle \mathrm {{\frac {2\,420\,GWh}{3\,an*1\,051\,GWh/an}}=76,4\%} }.
Le tableau suivant résume les facteurs de charge que l'on obtient avec les chiffres du tableau précédent.
|            | Année 1 | Année 2 | Année 3 | Années 1 à 3 |
| ---------- | ------- | ------- | ------- | ------------ |
| Centrale 1 | 71,3 %  | 77,1 %  | 81,8 %  | 76,7 %       |
| Centrale 2 | 85,4 %  | 77,4 %  | 81,9 %  | 81,6 %       |
| Centrale 3 | 46,9 %  | 81,2 %  | 57,1 %  | 61,7 %       |
| Total      | 73,7 %  | 78,1 %  | 76,8 %  | 76,2 %       |

Si l'on ne doit retenir qu'une valeur représentative de la production de l'ensemble du parc sur plusieurs années, c'est peut-être le 76,2 % (en bas à droite dans le tableau).

## Causes de variation du facteur de charge
En pratique, sur une année, le facteur de charge est diminué par des réductions de la production d’électricité causées par :
- le caractère intermittent de la source d'énergie (éolien, solaire, hydraulique au fil de l'eau)[4] ;
- les opérations de maintenance, par exemple les arrêts de tranche des réacteurs nucléaires au cours desquels sont effectués le rechargement du combustible, divers tests de sécurité, réparations, et inspections de l'ASN[5] ;
- les pannes d'équipements ;
- les variations de la demande d'électricité qui, en l'absence de capacité de stockage, amènent les gestionnaires de réseau à solliciter les producteurs d’électricité pour faire du suivi de charge afin d’adapter la production.

## Facteurs de charge typiques
Voici quelques valeurs prises par le facteur de charge pour des installations existantes :
| Type d'énergie                     | Période     | Zone géographique | Facteur de charge |
| ---------------------------------- | ----------- | ----------------- | ----------------- |
| Solaire photovoltaïque             | 2015        | Monde             | 6 % à 21 %,       |
| Solaire photovoltaïque             | 2015        | Europe            | 11 %              |
| Solaire photovoltaïque             | 2019        | États-Unis        | 24,5 %            |
| Solaire photovoltaïque             | 2015        | Chine             | 15 %              |
| Solaire photovoltaïque             | 2019        | France            | 13,5 %            |
| Éoliennes terrestres               | 2019        | Europe            | 24 %              |
| Éoliennes en mer                   | 2019        | Europe            | 38 %              |
| Éoliennes terrestres               | 2019        | France            | 24,7 %            |
| Éolienne                           | 2019        | États-Unis        | 34,8 %            |
| Hydroélectrique                    | 2003 à 2008 | Europe            | 28 %              |
| Hydroélectrique (hors marémotrice) | 2007        | Canada            | 57 %              |
| Nucléaire                          | 2012 à 2015 | France            | 74,2 %            |
| Nucléaire                          | 2019        | France            | 68,6 %,           |
| Nucléaire                          | 2019        | États-Unis        | 93,5 %            |
| Nucléaire                          | 2007        | Canada            | 75 %              |
| Centrale thermique                 | 2007        | Canada            | 82 %              |
| Cycle combiné                      | 2007        | Canada            | 43 %              |

La montée en puissance rapide des parcs éolien et photovoltaïque ces dernières années rend les calculs à long termes pour un parc national imprécis, par manque de données sur l'évolution temporelle fine de la puissance installée et de la production sur ce territoire. Des calculs supposant une puissance annuelle constante donnent néanmoins un ordre de grandeur. Les chiffres du nucléaire et de l’hydraulique en Europe sont plus fiables, car la taille du parc installé est relativement stable.
Les nouveaux modèles d'éoliennes, dont les pales plus longues sont plus performantes, atteignent 30-35 % de facteur de charge à terre et 35-55 % en mer.
L'Energy Information Administration américaine compare en 2015 les facteurs de charge des divers moyens de production d'électricité dans les différentes régions du monde sur la période 2008-2012 : le facteur de charge du solaire photovoltaïque varie de 6 % au Canada à 21 % en Inde en passant par 15 % aux États-Unis et en Chine et 11 % dans les pays européens membres de l'OCDE ; le facteur de charge de l'éolien varie de 17 % à 30 % (États-Unis : 27 %, Chine : 18 %, Europe OCDE : 22 %).
Certaines centrales thermiques peuvent atteindre, sur la durée d’une année, un facteur de charge supérieur à 100 %, qui signifie que la centrale a fourni sur le réseau plus d’énergie électrique que si elle avait fonctionné à puissance nominale toute l’année ; cela provient du fait que la puissance nominale est déterminée pour des températures estivales, où la capacité est plus faible à cause de la température plus élevée de la source froide, ce qui dégrade le rendement thermique et donc la puissance fournie (inversement, en hiver la température de la source froide est plus faible, donc le rendement thermique est meilleur et la capacité maximale peut dépasser la capacité nominale déterminée en été). Cette méthode de calcul de la puissance nominale garantit que cette puissance puisse être atteinte quelles que soient les conditions météorologiques prises en compte sur le site concerné (été comme hiver).